# Thraker

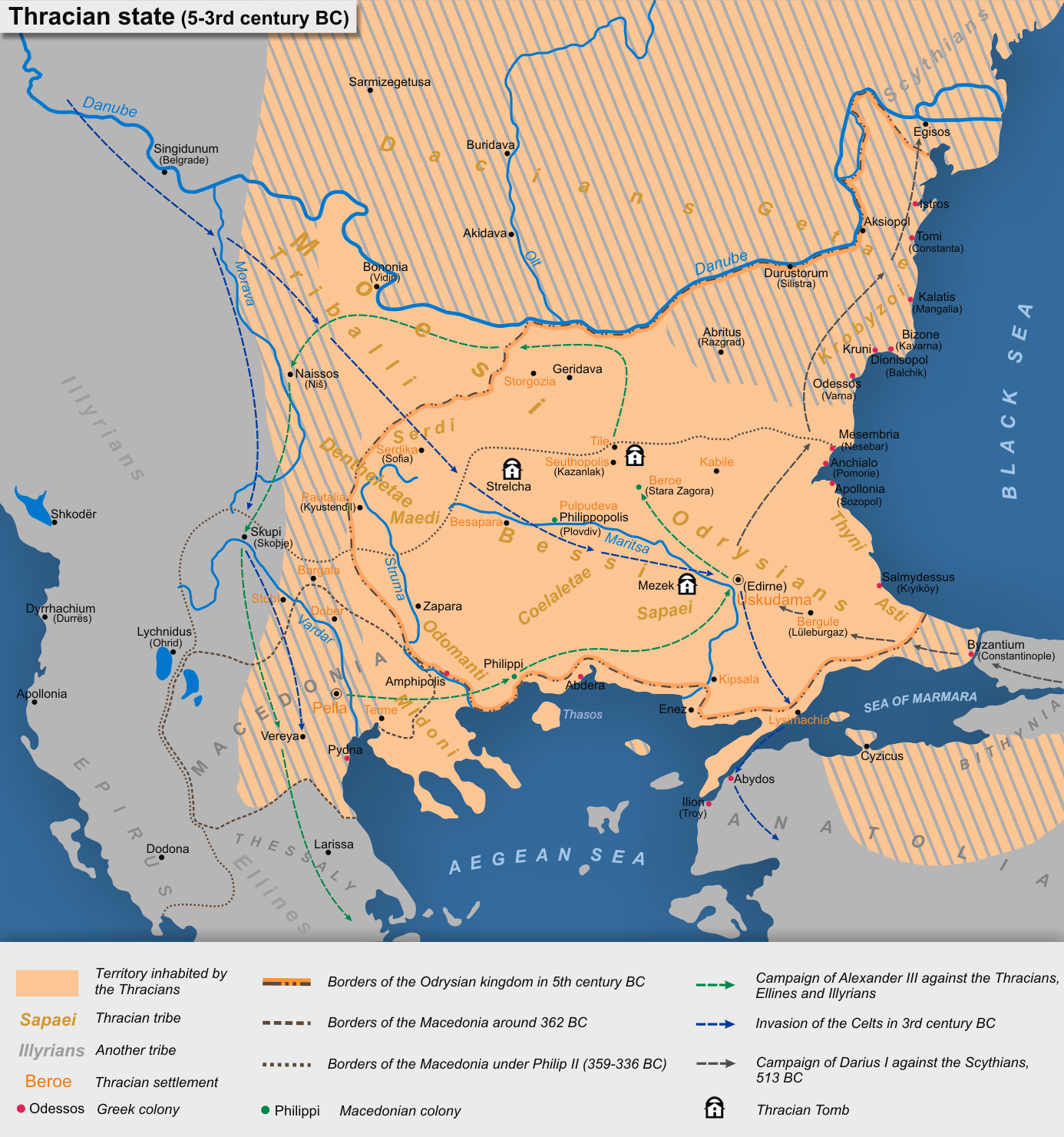
Thrakische Gebiete (einschließlich Odrysen – im Südosten) – 5. bis 3. Jahrhundert v. Chr.

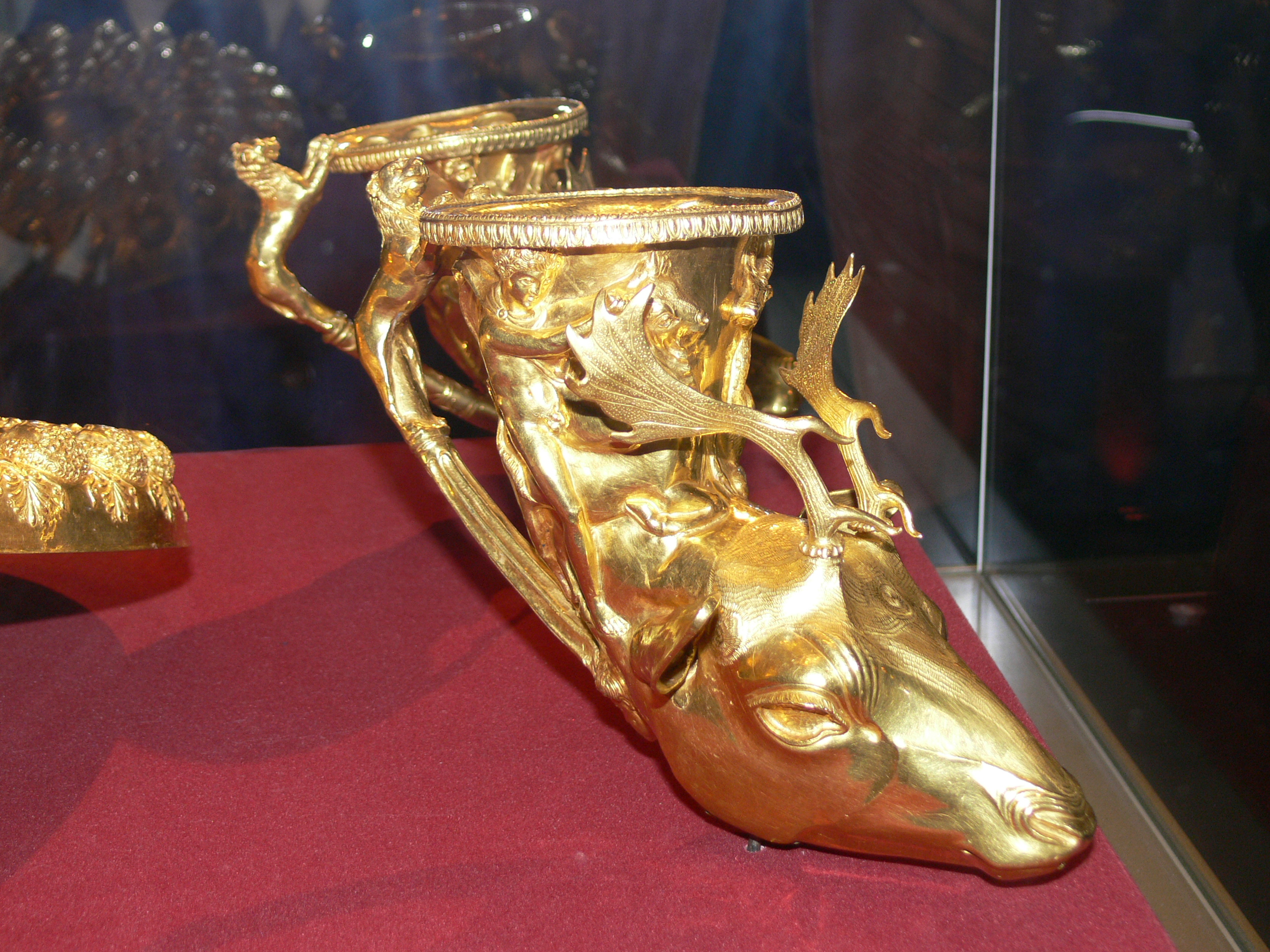
Thrakische Kunst. Rhyton aus dem Goldschatz von Panagjurischte

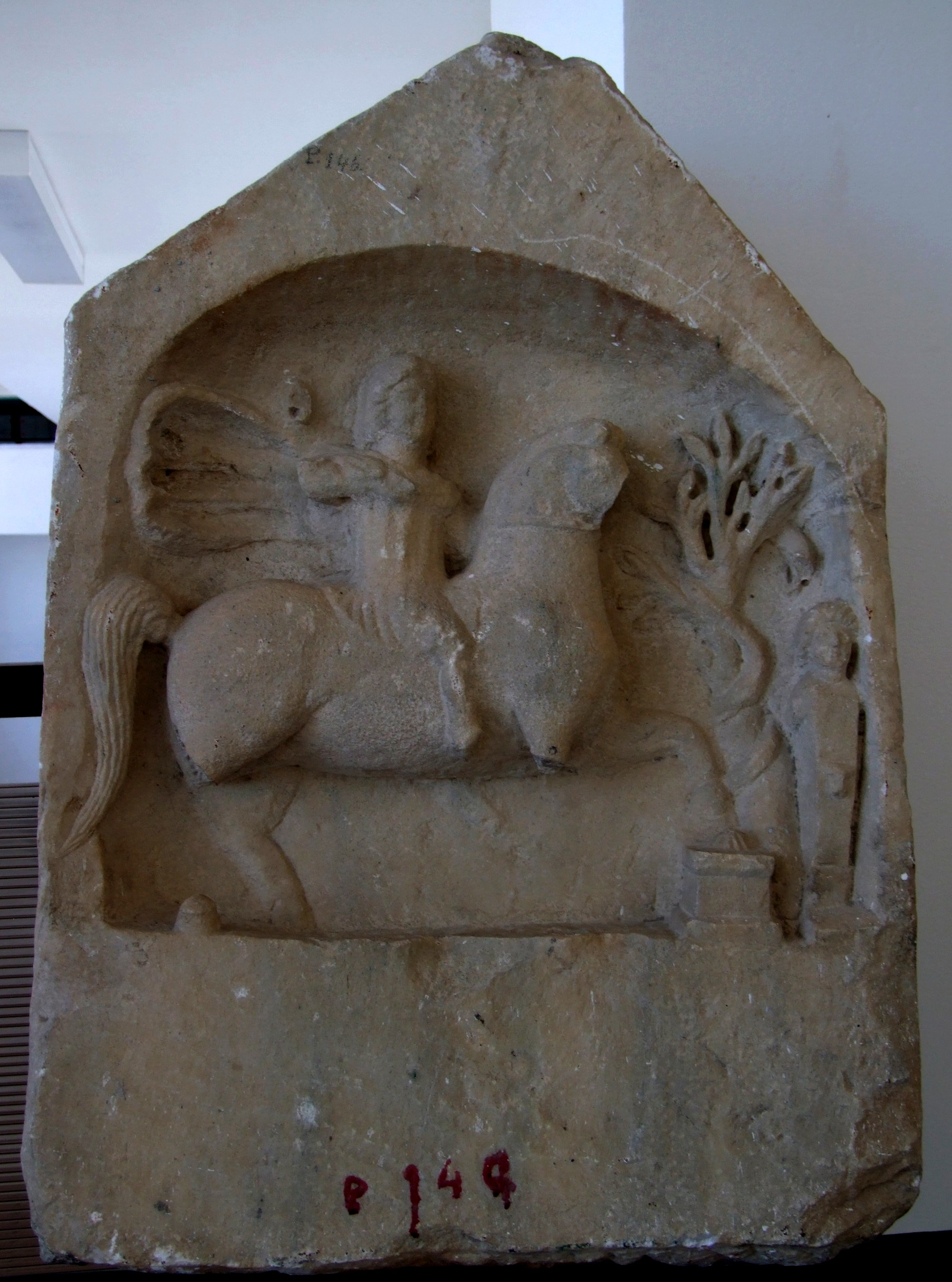
Thrakischer Reiter

Die Thraker waren ein indogermanisches Volk bzw. eine Völkergruppe in der Antike, deren Siedlungsgebiet sich östlich von Makedonien bis an das Westufer des Schwarzen Meeres erstreckte.
Sie wurden schon in der Ilias des Homer erwähnt sowie von Herodot beschrieben. Thrakische Stämme siedelten auf dem Balkan, im eigentlichen Thrakien, im heutigen Bulgarien, Moldau, Rumänien, Serbien, Nordmazedonien, Kosovo, Nordgriechenland, zwischen den nördlichen Karpaten und dem Ägäischen Meer und in Kleinasien, in Mysien, Bithynien und Paphlagonien. Sie seien das größte Volk nach den Indern, schrieb Herodot. Sie besaßen keine eigene Schrift, standen aber in engem Kontakt zu den Griechen und deren Kultur. Ihre Sprache war das Thrakische. In der Antike wurden sie auch Kikonen genannt, nach dem gleichnamigen thrakischen Stamm.

## Antike Quellen
Als trinkfeste und raubeinige Haudegen wurden die Thraker von den Griechen beschrieben. Archilochos verwünschte einen Freund: „Schiffbruch soll er erleiden und in Salmydessa sollen ihn die Thraker holen … mit struppigem Schopf“.
„Er trinkt wie ein Thraker“ war ein beliebter abfälliger Spruch. So galt den Griechen auch Dionysos, der Gott des Weines, als thrakisch. Singen und Tanzen sowie Instrumentalmusik und Lyrik galten als Domäne der Thraker. Xenophanes beschrieb die Thraker als blauäugig und (rot-)blond.
Homer
In der Ilias (8. oder 7. Jahrhundert v. Chr.) werden die Thraker als Meister der Metallverarbeitung geschildert. Die Thraker seien vernarrt in Waffen und Pferde, berichtet Homer:
„Heimat schneller Rösser“, „Mutter der Schafe“, „Lanzenträger“ und „Streitwagenkämpfer“.
Sie kämpften auf der Seite Trojas. Wegen ihres reichen Schmuckes sollen sie auf dem Schlachtfeld hell wie die Sonne gestrahlt haben. Agamemnon trank schweren thrakischen Wein und der raue Nordwind Boreas kam von Thrakien her. Im zehnten Gesang der Ilias berichtet Odysseus vom Lager des König Rhesos:

„Eioneus Erbe. Rosse sah ich noch nie so schön und so groß wie die seinen. Weißer als Schnee und im Lauf so schnell wie eilende Winde. Kunstreich ist sein Wagen aus Gold und Silber gefertigt. Und mit gewaltigen Waffen aus Gold, man sieht sie mit Staunen, rückte er an. Fürwahr, nicht sterblichem Manne gebührt es, solche zu tragen, sie sind bestimmt für ewige Götter.“

Xenophanes von Kolophon

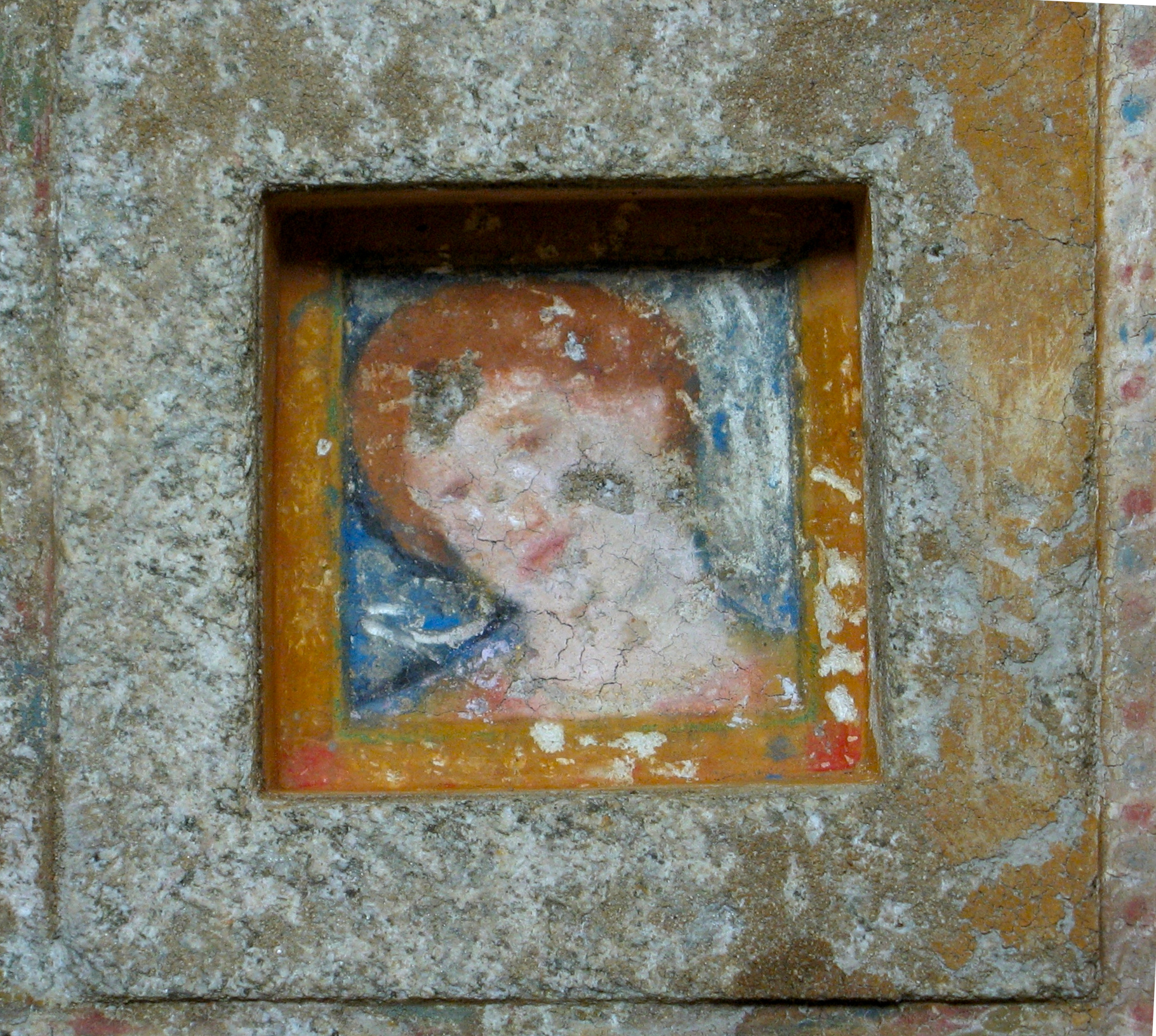
Deckenmalerei in thrakischer Grabkammer Ostruscha (etwa 4. Jahrhundert v. Chr.), Bulgarien

Zu körperlichen Merkmalen des Volkes schrieb Xenophanes von Kolophon (ca. 570–470 v. Chr.):

„Äthiopier sagen, dass ihre Götter Stupsnasen haben und schwarz sind; Thraker, dass ihre blauäugig und rothaarig sind.“

Der tendenzielle Rotstich der Haare wird durch das Bild der Deckenmalerei in der thrakischen Grabkammer Ostruscha verdeutlicht (siehe Abbildung).
Herodot
Zu Größe und Charakter des Volkes schrieb Herodot (ca. 490–424 v. Chr.):

„Das thrakische Volk ist nach dem indischen das größte der Erde. Wäre es einig und hätte es nur einen Herrscher, so wäre es unbesiegbar und meiner Meinung nach bei weitem das mächtigste Volk, das es gibt. Aber da das unmöglich ist und gewiß niemals von ihnen erreicht werden wird, so sind sie schwach. In jeder Landschaft haben sie einen besonderen Namen, doch sind die Sitten des ganzen Volkes durchweg dieselben.“

Und über die Begräbnissitten der Thraker:

„Der Leichnam, wenn der Tote ein reicher Mann war, wird drei Tage ausgestellt. Allerhand Opfertiere werden geschlachtet, und nachdem die Totenklage gehalten worden ist, wird ein Schmaus veranstaltet. Dann wird die Leiche verbrannt oder beerdigt, ein Grabhügel aufgeschüttet und ein Kampfspiel mit Kämpfen jeder Art abgehalten. Die höchsten Preise werden für den Einzelkampf je nach seiner Bedeutung ausgesetzt.“

## Geographie
Der Siedlungsraum der Thraker war in verschiedene Landschaften gegliedert sowie vom Schwarzen Meer, der Ägäis und dem Marmarameer/Dardanellen umgeben. Im Westen liegt das Rhodopengebirge und im Norden die Strandscha (Yıldız)-Berge. Der Fluss Hebros (Mariza) trennt Westthrakien vom heute türkischen Teil. Östlich siedelten die historischen Thraker auch im Westen Kleinasiens.
Eine Vorstellung über den Siedlungsraum der Thraker gibt auch der Blick auf die heute als thrakisch bezeichneten Gebiete. Die Grenze Thrakiens Kap Emine an der bulgarischen Schwarzmeerküste führt nach Westen weiter entlang der Linie Golubec, Ichtimanska Sredna Gora und Schumnatica bis zum Berg Musala im Rila-Gebirge, von dort nach Osten über die Rhodopen (Videnica) zur bulgarisch-griechischen Grenze bei Kaintschal. In Griechenland verläuft sie entlang des Nestos nach Süden bis zur Ägäis.
Von Thrakern wurden auch die nördlichen Ägäis-Inseln Imbros, Samothrake und Thasos besiedelt.

## Geschichte
Die Völkergruppe der Thraker entstand vermutlich aus nomadischen Stämmen indogermanischer Herkunft. Manche Autoren nehmen auch einen sehr starken autochthonen Anteil der Bevölkerung an, andere sprechen von Protothrakern. Die frühe Bauernkultur des Kerngebietes von Thrakien reicht bis ins 7. Jahrtausend v. Chr. zurück und wurde daher auch als das eigentliche Alteuropa angesehen. Manche Sprachwissenschaftler sehen hier sogar die Wiege des Indogermanischen, das sich von dort über Kleinasien (Hethiter) und die nördlichen Steppengebiete bis nach Nordindien sowie in nördlicher und westlicher Richtung ausgebreitet haben soll.

### Griechische Frühgeschichte
Einige Forscher gehen davon aus, dass die Thraker auch für die Griechen eine Art Ur- oder Vorbevölkerung darstellen (Protogriechen). Vielleicht sind die Thraker bereits vor den Griechen auch auf das griechische Festland vorgedrungen. Dafür sprechen die starke Dominanz thrakischer Götter und Mythen im griechischen Pantheon, Berichte der Autoren des Altertums sowie Orts-, Flur- und Personennamen in Griechenland. Thrakische Stämme wanderten auch nach Kleinasien ein und besiedelten dort Bithynien, Paphlagonien und Mysien. Überhaupt galt den ältesten Griechen Thrakien als das gesamte Gebiet nördlich der griechischen Stämme bis zu den Skythen. Aus ähnlichen Gründen wurde immer wieder ein Zusammenhang zwischen den Thrakern, den Troern und den Phrygern angenommen. Sprachgeschichtlich konnte das nicht bestätigt werden. So nimmt man heute an, dass die Phryger im 12. Jahrhundert v. Chr. über Thrakien nach Kleinasien eingewandert sind. Zahlreiche Orts- und Stammesnamen sowie die Namen der vorgeschichtlichen Könige Phrygiens sprechen für diese Verbindung, so zum Beispiel Tantalos, Teuphrant, Teleph, Tarhont und Migdon.

### Älteste Stämme
Den Griechen der Antike galten die Thraker neben den Pelasgern, Lelegern und Karern als die Alten schlechthin. Sie traten in den Geschichten, Legenden, Mythen, den Orts- und Flurnamen sowie den Königs- und Stammesnamen allerorten im gesamten Griechenland zu Tage. So verwundert es nicht, dass manchmal auch nichtthrakische alte Stämme von den Griechen als thrakisch angesehen wurden. Die Zahl der thrakischen Stämme belief sich im Laufe der Zeit auf etwa 90. Manche von ihnen verschwanden, andere verschmolzen miteinander. Größere Bedeutung erlangten die Odrysen, die Bessen, die Thynen, die Geten, die Daker, die Serden, die Moesier und die Asten.

### Griechische Kolonisation
Zwischen dem Evros im Osten und dem Strymon im Westen erwähnt Herodot (I bis VII) im östlichen Küstenbereich die Kikonen, im Küstenbereich der Peraia die Sapierer, im Symvolon die Dersaier, im Marmaras-Tal die Pierer, im hohen Gebirgsland des Pangaion die Satren, die Bessen und Odomanten, westlich und nördlich des Pangaion im Flusstal des unteren Strymon und des Angitis die Edoner, weiter nördlich die Paioner und Paiopler sowie im oberen Strymontal die Bryger.
Insbesondere von der Insel Thasos aus wurde das thrakische Gebiet am Fuße der Rhodopen ab dem 7. Jahrhundert v. Chr. von den Pariern kolonisiert. Sie gründeten auf Anhöhen befestigte Siedlungen und Akropolen, was von möglichen Unruhen und kriegerischen Auseinandersetzungen mit der Urbevölkerung zeugt. Die im Interessenbereich der thasischen Griechen ansässigen thrakischen Stämme waren im Handel, in der Land- und Holzwirtschaft und im Bergbau tätig. Bergwerke und Erzhütten wurden damals möglicherweise bereits seit einigen Jahrhunderten an den verschiedensten Standorten von Thrakern betrieben und die gewonnenen Metalle verarbeitet und gehandelt.

### Perserkriege
Im Jahre 512 v. Chr. wurde Thrakien von den Persern unter Dareios erobert. 492 zog Mardonios und 480 Xerxes I. durch Thrakien nach Griechenland.
Im 5. Jahrhundert v. Chr., wahrscheinlich infolge der Perserkriege, bildeten sich bereits thrakische Territorialstaaten heraus. Über diesen Prozess schweigen die Quellen. Bekannt wurde das Reich der Odrysen, das sich ab etwa 428 v. Chr. längs des Nordägäischen Meeres vom Fluss Strymon bis zum Pontos Euxeinos (Schwarzes Meer) und zur Mündung des Ister (Donau) erstreckte. Laut Thukydides war Teres I. der erste odrysische König, der überregionale Macht in Thrakien errang. Im Peloponnesischen Krieg kämpften die Odrysen mit Erfolg als Verbündete Athens gegen dessen Feinde. Thrakische Küstenstädte traten dem Attischen Seebund bei. Der Sohn des odrysischen Königs Kotys I., Kersebleptes, hatte Ärger mit rivalisierender Verwandtschaft, ließ Bronzemünzen prägen, nahm jährlich etwa 200 Talente Gold und Silber als Steuern ein (etwa 500 kg Edelmetall) und war mit dem makedonischen König Philipp von Makedonien befreundet. Als Kersebleptes offen mit Athen paktierte, nahm Philipp einen seiner Söhne gefangen und schickte sein Heer nach Thrakien.

### Makedonische Provinz
Philipp II. von Makedonien eroberte 351 v. Chr. den Westteil Thrakiens und machte es zum Bestandteil seines Reiches. 341 v. Chr. folgte auch der Osten als makedonische Provinz. Strategen wurden für die Verwaltung eingesetzt. 335 v. Chr. wurden die Thraker von Alexander dem Großen erneut unterworfen. Lysimachos bildete schließlich eine Satrapie.

### Hellenismus und Kelten
Um 281 v. Chr. bestand ein hellenistisches Thrakerreich. Um diese Zeit fielen die Kelten auf ihrem Rückzug von Delphi ein und gründeten ein Reich am Tylis, das von 278 bis 212 v. Chr. bestand. Philipp V. musste nach 197 v. Chr. die eroberten Gebiete Thrakiens herausgeben. Antiochos III. versuchte daraufhin, die Küste in seleukidische Gewalt zu bringen.
Die Chersonesos (Lysimacheia, Bisanthe) wurde 189 v. Chr., Ainos, Maroneia 185/184 v. Chr. von Eumenes II. bedrängt, 170 v. Chr. Abdera belagert.

### Römische Provinz
46 n. Chr. wurde Thrakien nach langer Gegenwehr eine Provinz des Römischen Reiches und blieb auch Bestandteil des Byzantinischen Reiches.
Wegen ihrer kämpferischen Geschicklichkeit und Furchtlosigkeit waren Thraker als Gladiatoren sehr begehrt und geschätzt (dieser Gladiatorentypus hieß thraex). Auch Spartacus, der berühmte Gladiator und Anführer des nach ihm benannten Sklavenaufstandes, soll Thraker gewesen sein.
Am Ende der römischen Zeit verschwanden die Spuren der Thraker als politische Einheit.

### Die Könige Thrakiens

#### Mythische Könige
- Tomoi
- Kadmos
- Peiroos oder Peiros,
- Lykurgos (König der Edoner, Sohn des Dryas auf der thrakischen Chersonesos)
- Orpheus (sein Gegenspieler)
- Sithon
- Akamas, lateinisch Akamant
- Polymnestor
- Rhesos, Rezos, Rez (thrakischer König, auch Gott oder Halbgott, Tempel in den Rhodopen, Sohn des Eioneios und der Muse Kalliope, siehe auch Rhesusaffe)
- Tegyrios
- Tereus
- Eumolpos
- Ismaros (Immarados), Sohn des Eumolpos und Schwiegersohn des Tegyrios
- Itys, Sohn des thrakischen Königs Tereus und der athenischen Königstochter Prokne. Er wurde von seiner Mutter aus Rache zerstückelt und seinem Vater zum Mahl vorgesetzt
- Phineus, blinder König der Thynen von Salmydessos
- Diomedes (König der Bistonen)
- Euanthes, König der Kikonen (Odyssee 9)
- Maron, sein Sohn und Priester des Apollon, nach ihm war die Stadt Maroneia benannt
- Butes Vater der Hippodameia, König der Lapithen von Larisa
- Asteroaios thrakisch-illyrischer König von Paionien, Sohn des Flussgottes Axios (Vardar)
- Achilleus, König von Thessalien, war nach der Ilias vor Troia ständig im Kampf mit den benachbarten Paionen.

#### Historische Könige
- Ende des 6. Jahrhunderts v. Chr. Oloros (König der Dolonker), eines auf der Chersones ansässigen Stammes
- Zweites Viertel des 5. Jahrhunderts v. Chr. Teres I. (König der Odrysen), Begründer des Odrysenreiches, sein Schwiegersohn Ariapeites war König der Skythen.
- Um 445–435 v. Chr. Sparadokos (Spartakos), Sohn des Teres I.
- Drittes Viertel des 5. Jahrhunderts v. Chr. Sitalkes, Sohn des Teres I.
- 440–424 v. Chr. Sitalkes, Sitalk, (König der Odrysen) Sohn Teres I., größte territoriale Ausdehnung, Erweiterung des Reiches bis nach Byzantion und von der Nordägäis bis an die Donau, schloss 431 einen Vertrag mit Athen
- 424 bis um 410/05 v. Chr. Seuthes I., Sohn des Sparadokos, Enkel Teres I., vermutlich Vater des Maisades, letzter bedeutender Odrysenherrscher, nach Xenophon Usurpator mit Hilfe der Griechen
- Um 410 v. Chr. Maisades (Odryse), Teilreich am Marmarameer
- um 410 v. Chr. Teres II. (Odryse), Teilreich westlich von Byzanz
- 410–400 v. Chr. Maisades, Mesad, Vater des Seuthes II., wurde von den Persern aus den Gebieten der Thynier, Melanditen und Tranipsen vertrieben
- um 400–390 v. Chr. Medokos, (König der Odrysen)
- 390?–386 v. Chr. Seuthes II. Sohn des Maisades, vermutlich Enkel Seuthes I., verlor die Herrschaft, durch Aufstand der Thynier, Rückeroberung mit Xenophon
- 386–359 v. Chr. Kotys I., Kotis (König der Odrysen, siehe auch Iphikrates, Schwiegersohn. Ein anderer Schwiegersohn war der griechische Feldherr Charidemos, der auch noch unter Kersebleptes Feldherr im thrakischen Heer war). Kotys scheint ein häufiger oder ehrenvoller Name in Thrakien gewesen zu sein. Kotys Engiston und Kotys Etbeos erscheinen als Stifter auf silbernen Phialen aus Alexandrovo, Vraca und Agighiol (Adzigiol).
- 359–352 v. Chr. Amatokos (König der Odrysen, Vasall Philipp II.)
- Ca. 359–341 v. Chr. Berisades (kleineres Königtum zwischen Odrysenreich und Makedonien, Maroneia und Eion)
- 359–342 v. Chr. Kersebleptes (König der Odrysen), Sohn des Kotys I., wurde von Philipp entthront und herrschte nur noch östlich der Mariza
- um 341 v. Chr. Patraios König der Paionen, Zeitgenosse Philipps
- 352 bis etwa 300 v. Chr. Teres II. (König der Odrysen), Nachfolger Amatokos, Vasall Philipps, ließ eigene Münzen schlagen
- 341–336 v. Chr. Philipp II. (König von Makedonien)
- 336–323 v. Chr. Alexander der Große (König von Makedonien)
- Um 330 Syrmos (König der Triballer)
- 300–280 v. Chr. Seuthes III. (ca. 330–280), vermutlich Dynast unter Alexander, sammelte die Thraker, zog von Makedonien aus gegen Lysimachos, gründete Seuthopolis
- 306–280 v. Chr. Lysimachos (König und Statthalter von Thrakien), als Diadoch von Alexander Verwalter von Thrakien, ab 306 König. Zu dieser Zeit war Dromichaites König der Geten, Srojos Herrscher in Thrakien, prägte eigene Münzen
- Um 300 v. Chr. Sadalas Kleinkönig der Nipsier, Nachbarn Mesembrias, Zeitgenosse des Lysimachos
- 299–281 v. Chr. Arsinoë II. (Königin von Thrakien) (griechisch-makedonischer Abstammung)
- Ca. 277–260 v. Chr. Skostokos
- Zweite Hälfte des dritten Jahrhunderts v. Chr. Sadales (König der Asten (?)), im Nordosten Thrakiens
- Ca. 225–218 v. Chr. Kavaros
- um 200 v. Chr. Seuthes IV. (König der Odrysen)
- Bis 184 v. Chr. Amadokos (Odryse), König (?) eines Teilstammes
- Vor 181 bis nach 167 v. Chr. Kotys III. (König der Odrysen), Sohn des Seuthes IV., 178–168 Verbündeter des Perseus, nach 168 Bündnis mit Rom
- Vor 179 bis nach 172 v. Chr. Abrupolis (König der Sapäer), Freund und Bundesgenosse Roms
- ???–??? v. Chr. Adaios
- ???–??? v. Chr. Charaspes
- Mitte des zweiten Jahrhunderts v. Chr. Teres (König (?) der Odrysen), unterstützte Andriskos
- Vor 150 bis 145/1 Diedylis (König der Kainer)
- Um 147 v. Chr. Barsabas
- 141 v. Chr. Zibelmios (König der Kainer), Sohn des Diedylis, von Untertanen getötet
- Um 100 bis um 87 v. Chr. Kotys IV. (König der Asten), Begründer der odrysisch-asteischen Dynastie
- Um 87 bis um 80 v. Chr. Sadalas I. (König der Asten), vielleicht Sohn des Kotys IV., unterstützte Sulla
- Erste Hälfte des ersten Jahrhunderts v. Chr. Teres (Odryse), Teilfürst unter Kotys IV. und Sadalas I.
- Erste Hälfte des ersten Jahrhunderts v. Chr. Amatokos (Odryse), Teilfürst unter Kotys IV. und Sadalas I.
- Um 58–45/4 v. Chr. Kotys V. (König der Asten), Sohn des Sadalas I., unterstützte Pompeius
- 45/4–42 v. Chr. Sadales II. (König der Asten), Sohn des Kotys V. vererbte sein Gebiet an Rom
- Mitte des ersten Jahrhunderts v. Chr. Kotys I.
- Ca. 48–42 v. Chr. Rhaskuporis I., Sohn des Kotys, Begründer der sapäischen Dynastie; Verbündeter des Pompeius, dann von Brutus und Cassius.
- Um 42 v. Chr. Rhaskos, Bruder des Rhaskuporis I.
- Um 42 bis um 31 v. Chr. Kotys II., Sohn des Rhaskuporis I., Schlacht bei Actium, hielt zu Marcus Antonius
- um 31 v. Chr. bis um 12 n. Chr. Rhoimetalkes I., Sohn des Kotys II., Schlacht bei Actium
- Um 31 v. Chr. Sadalas (III.)
- 22(?)–11 v. Chr. Rhaskuporis II., Schwiegersohn des Rhoimetalkes I. im Pannonischen Aufstand auf Seiten der Römer
- Um 12–19 n. Chr. Rhaskuporis III.
- Um 12 bis vor 19 n. Chr. Kotys III.
- 26 n. Chr. Rhoimetalkes II., auf Seiten der Römer
- 38–45/46 n. Chr. Rhoimetalkes III.

## Sprache
Die ausgestorbene thrakische Sprache, gelegentlich auch Dako-Thrakisch genannt, ist ein eigenständiger Zweig der indoeuropäischen bzw. indogermanischen Sprachen. Sie wurde in Thrakien, einigen Ägäisinseln und im nordwestlichen Kleinasien gesprochen. Eine nähere Verwandtschaft mit dem Phrygischen konnte nicht nachgewiesen werden. Ebenfalls ist die Verwandtschaft mit dem Griechischen unklar. Dialekte des Thrakischen waren Dakisch, Getisch und Moesisch. Es gibt einige Sprachdenkmäler, aber nur sehr kurze Inschriften in griechischer Schrift, so dass der Eindruck entsteht, dass das Thrakische kaum als Schriftsprache für längere Texte verwendet wurde.

## Thrakische Kultur
Die Thraker hatten eine differenzierte Gesellschaft. Sie waren in Stämmen organisiert, die unter der Führung von Stammesfürsten und Königen standen. Ausgedehnter Handel verband sie mit der umliegenden Welt der Griechen, Perser, Skythen und weiteren Steppenvölkern, auch mit Kelten, Römern und sogar Ägypten.
Die thrakische Kunst, die einen langen und komplizierten Entwicklungsweg vom Anfang der  Bronzezeit bis zum Ende der Antike hinter sich hatte, hinterließ bemerkenswerte Schätze, Grabstätten, Kultstätten, Städte (Seuthopolis). Zu den interessantesten Bauwerken der Thraker gehören Grabhügel, in denen die Herrscher und Stammesführer begraben wurden. Sie sind heute insbesondere in Süd-Bulgarien anzutreffen, wo sich zahlreiche solcher Grabanlagen erhalten haben. Sie werden leider zunehmend ausgeplündert und die Funde gelangen über Hehler in den internationalen Antiquitätenhandel.
Besonders populär in den 1990er Jahren wurde die Region der Tiefebene von Kasanlak (bekannt als die Tiefebene der Rosen), wo man neue Grabstätten, welche die Entwicklung der thrakischen Kultur zwischen dem 5. Jh. und 4. Jh. v. Chr. darstellen, entdeckte, sodass die Welt von einer sogenannten Tiefebene der thrakischen Zaren erfuhr.
Die Entdeckungen der Archäologen der letzteren wurden als Sensation empfunden. Beispiele sind das thrakische Kultzentrum Starosel (bei Chissarja, Region Plowdiw), Perperikon (bei Kardschali, in den Ostrhodopen), wo eine heilige Felsenstadt der Thraker entdeckt wurde, Beglik Tasch (bei Primorsko, Region Burgas), Tatul, die Schätze von Slatiniza, Sinemorez und viele andere.

### Das Thrakergrab von Alexandrowo
Aus hellenistischer Zeit stammen besonders schöne Fresken im Thrakergrab von Alexandrowo bei Stara Sagora, das 2000 freigelegt wurde. Es sind sehr realistisch stilisierte Jagdszenen, wie sich kaum lebhaftere Darstellungen in der Antiken Welt finden lassen.

### Schätze der Thraker
In Bulgarien und Rumänien wurden mit den Jahren zahlreiche Goldschätze gefunden (unter anderem in Krajova, Peretu, die Siedlungs- und Grabhügel bei Chotnitza und Karanowo).

#### Der Goldschatz von Chotniza
Die ältesten thrakischen Schätze stammen aus der Stein-Kupfer sowie der Bronzezeit. Außer Goldgegenständen enthalten sie oft noch Kupfer- und Bronzebeile, -sicheln und -arbeitswerkzeug. Aus dieser Zeit stammt der 1955 in der Nähe des Dorfes Chotniza (Gemeinde Weliko Tarnowo) entdeckte Goldschatz. Die Ausgrabungen erfolgten 1956 und 2000–2007. Er wird in die zweite Hälfte des 5. Jahrtausends v. Chr. datiert und gilt als der älteste. Der Schatz enthält 44 Goldgegenstände, meist Armreife, Ringe und Amulette. In der zweiten Kampagne wurden weitere Goldartefakte, Schmuck, anthropomorphe und zoomorphe Figuren und Keramikgefäße sowie Steingeräte ausgegraben.

#### Der Schatz von Dabene
Ein Schatzfund des Jahres 2005 ist der über 4000 Jahre alte Schatz aus der Bronzezeit. Er wurde im Sommer in Westthrakien bei dem Dorf Dabene gefunden. 15.000 Stückchen Gold, sogar Goldpulver fanden die Ausgräber, in dieser Zeit ein äußerst seltener Fund. 2006 wurde bei Ausgrabungen an gleicher Stelle neben mehr als 500 winzigen goldenen Ringen auch ein Dolch gefunden, der aus einer Platin-Gold-Legierung gefertigt war. Aufgrund der hohen Härte des Materials war der Dolch noch messerscharf, so dass man sich damit rasieren könnte – ein Zeugnis des hohen Stands der Metallverarbeitungskunst der Thraker.

#### Der Goldschatz aus Waltschitran
Der thrakische Goldschatz von Waltschitran (auch Valtchitran) in der Nähe von Plewen ist der schwerste in Europa gefundene Goldschatz. Er wurde 1924 gefunden und wird gegen das Ende der Bronzezeit (16.–12. Jh. v. Chr.) datiert. Er besteht aus sechs Gefäßen und sieben Deckeln mit einem Gesamtgewicht von 12,5 kg purem Gold. Das größte Gefäß wiegt 4,5 kg und hat zwei verzierte Henkel. Ein weiteres Gefäß, eine große Tasse, diente zum Einschenken – höchstwahrscheinlich von Wein –, in drei kleinere, die nur dann gerade standen, wenn sie voll waren.

#### Der Goldschatz von Panagjurischte

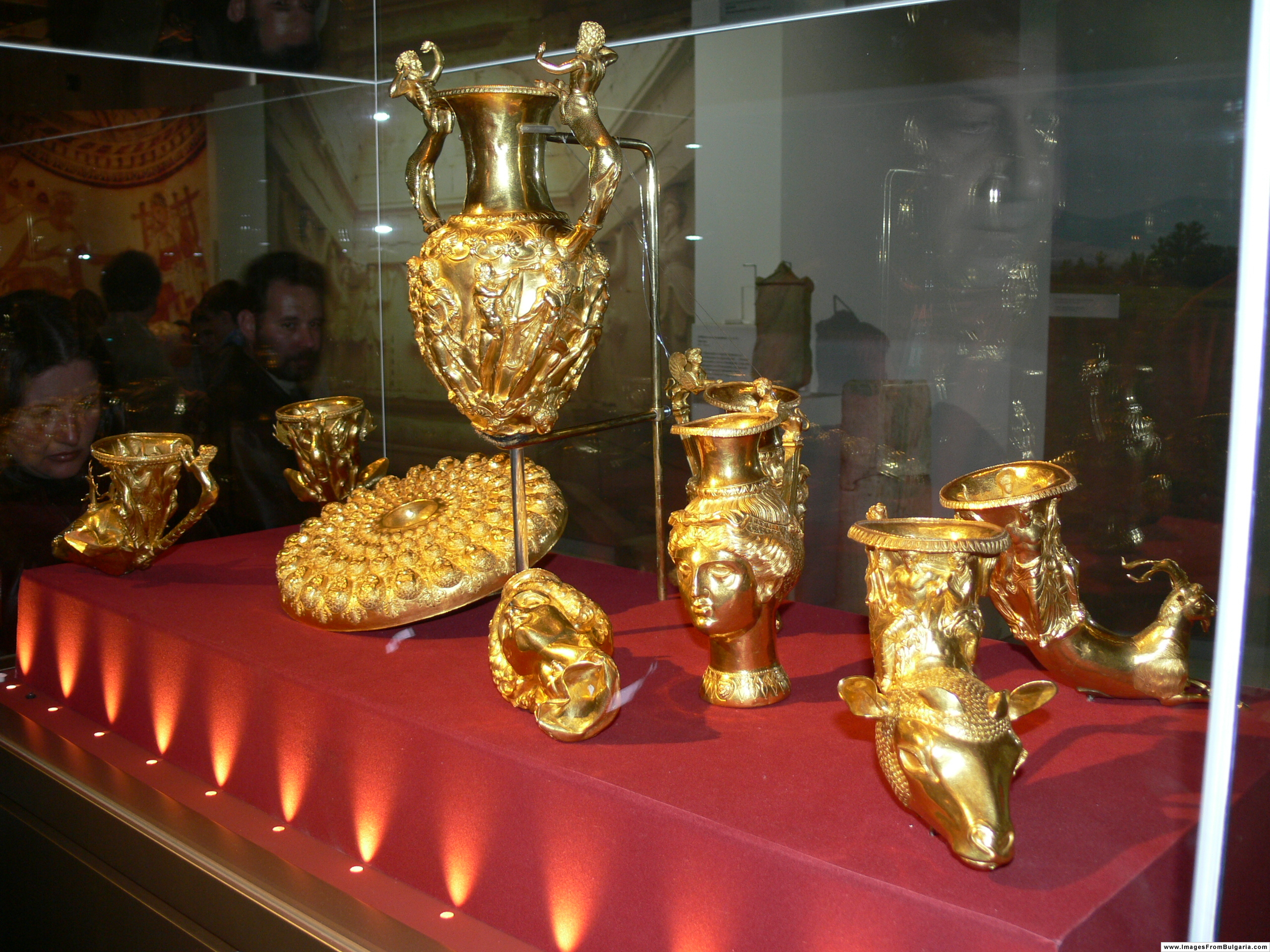
Der Goldschatz von Panagjurischte

Der Goldschatz von Panagjurischte in Zentralbulgarien wurde 1949 entdeckt. Bestehend aus neun Gefäßen aus Gold beeindruckt die kunstvolle Verarbeitung. Sieben der Gefäße sind Rhytoi – drei davon haben die Form eines Frauenkopfes, zwei ähneln einem Damhirschkopf, einer einem Widderkopf und einer dem Vorderteil eines Ziegenbocks. Die Rhyton-Hälse sind mit Szenen aus der griechischen und thrakischen Mythologie verziert. Ferner gehört dazu eine Phiale, die mit vier konzentrische Friesen mit Köpfen von Schwarzafrikanern und Eicheln verziert ist. Die Henkel des größten Gefäßes, einer Amphora, sind als Kentaurenkörper ausgebildet. Das Zentralfries ist um die realistisch dargestellte Holzpforte eines thrakischen Tempels angeordnet. Im inneren Teil bereiten zwei Priester eine religiöse Zeremonie vor, vor der Tempelfassade kämpfen fünf Krieger. Datiert wurde der Schatz in das 4.–3. Jahrhundert v. Chr. Man vermutet, dass er in der Region um Panagjurischte hergestellt wurde.

#### Der Silberschatz von Rogozen

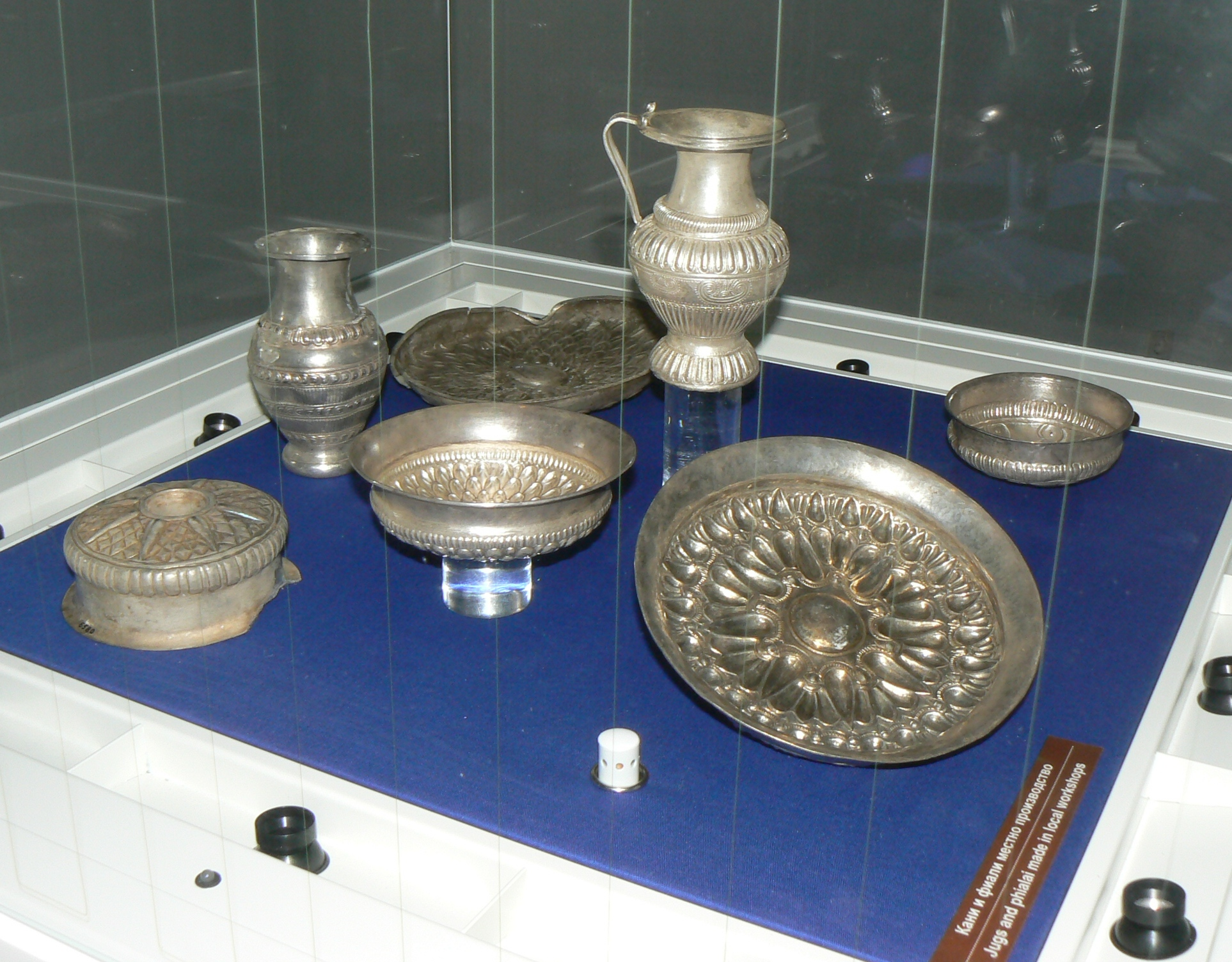
Teile des Schatzes von Rogozen

Die meisten thrakischen Schätze stammen aus der Späteisenzeit. Der Schatz von Rogozen (bei Wraza) ist der größte nach seiner verschiedenartigen Zusammensetzung – 108 Phialen, 54 Kannen, je ein Skyphos, Kothyle und Gobele. Von großer Bedeutung sind die Inschriften auf den Wänden der Gefäße mit den Namen thrakischer Herrscher und Städte. Die Gefäße sind mit floralen und geometrischen Ornamenten und Darstellungen von Menschen und Tieren verziert, einige davon in Szenen aus der thrakischen Mythologie gruppiert. Viele der Schmuckelemente sind vergoldet.

#### Der Schatz von Borowo
In der thrakischen Nekropole von Borowo, einer Kleinstadt im Norden Bulgariens, wurden fünf Silbergefäße entdeckt. Auf drei Rhytoi kann man Vorderteile der Körper einer fliegenden Sphinx, eines Pferdes und eines Stieres erkennen. Eine Schüssel mit zwei Henkeln ist mit Menschenköpfen verziert und stellt eine Tierkampfszene dar. Auf einem kleinen Kännchen-Rhyton sind Tänze und Festmäler von Göttern und Helden dargestellt. Drei der Gefäßen tragen Inschriften mit dem Namen des thrakischen Herrschers Kotys I.

#### Die Goldschätze von Slatiniza
Am 23. Juli 2003 bargen bulgarische Archäologen einen 2400 Jahre alten Schatz mit über 15.000 Goldobjekten aus der Thrakerzeit. Die Archäologen waren auf den Schatz gestoßen, als sie in der Nähe des Dorfes Slatiniza, etwa 300 km östlich der bulgarischen Hauptstadt, gruben. Die zufällige Begegnung der Wissenschaftler mit einer Bauersfrau war ausschlaggebend. Diese trug ein auffälliges Schmuckstück aus kleinen goldenen Ringen, welche ihr Mann auf den Feldern gefunden und zu einer Kette verarbeitet hatte.
Die Forscher fanden unter anderem eine goldene Krone, goldene Ringe, silberne Opferbecher sowie Teile von Rüstungen und Pferdegeschirr. Aufgrund der Grabbeigaben ist es wahrscheinlich, dass es sich um ein Königsgrab handelt. Die Leiche lag in einer großen holzgetäfelten Grube, zusammen mit zwei Pferden und einem Hund. Das Grab, bzw. die Beisetzung, konnte dank beigelegter griechischer Keramik auf die Zeit um 360 bis 370 v. Chr. datiert werden.
In dem Grab könnte der thrakische Herrscher Seuthes I. bestattet sein, dessen Schreckensherrschaft vom griechischen Chronisten Xenophon beschrieben worden ist. Seuthes hatte sich vor 2500 Jahren selbst zum König gekrönt und die thrakischen Stämme mithilfe von griechischen Söldnern unterdrückt.
Die Ausgräberin und Archäologin Daniela Agre hingegen tippt auf König Kersebleptes, einen Ehrenbürger und Verbündeten Athens, Herrscher über das thrakische Odrysenreich, Sohn des großen Kotys I. (siehe oben).

#### Die goldene Maske von Topoltschane
Der Archäologe Georgi Kitow fand im Juli 2007 eine goldene Grabmaske bei Ausgrabungen nahe dem Dorf Topoltschane unweit von Sliwen. Die goldene Prunkmaske wird einem thrakischen Herrscher zugerechnet. Zusammen mit wertvollen Ritualgefäßen, Keramik und anderen Grabbeigaben wurde die Maske in einer mit Holzwänden ausgestatteten Grabkammer entdeckt. Das Grab wird auf das 4. Jahrhundert v. Chr. datiert. Heute wird angenommen, dass dieses Grab dem thrakischen Herrscher Teres I., dem Vater des Sitalkes gehört.

### Waffen
Die Waffen der Thraker waren von besonderer Form. Der Schild war rund und klein. Ihr Schwert war eine Romphaia, ein langes, leicht gekrümmtes Schwert.

### Viehzucht
Die Thraker waren hauptsächlich Viehzüchter und lebten in den Gebirgen der Balkanhalbinsel aber auch in der Ebene, wo sie schon früh Städte gründeten. Thrakische Bezeichnungen aus der Viehzucht leben in der bäuerlichen Kultur des Balkan bis heute fort.

### Mythologie
- Am Hebros, an den Ausläufen des Rhodopengebirges, soll es einen mythischen Kampf von Hera (Verkörperung der Rhodopen) und Zeus (Verkörperung des Balkangebirges) gegeben haben. Hier liegt aber auch der Ursprung des thrakischen Fruchtbarkeitskultes (orphischer Kult).
- Als Gottheit der Jagd und der Fruchtbarkeit verehrte das thrakische Volk die Große Mutter und ihren jungfräulich geborenen Sohn. Beide sind unter verschiedenen Namen bekannt, so auch in Phrygien. Artemis, auch Bendis oder Axieros, auch Semele (thrak. Zemelos = Erde), die große Muttergottheit, Göttin der Jagd und Fruchtbarkeit und Mutter der Natur (in Phrygien Kybele). Bendis, Göttin der Familie und des Geschlechts, stand eigentlich der Hera näher, wurde von den Thrakern aber mit Artemis gleichgesetzt.
- Dionysos, Sohn der Semele, war bei den Griechen ebenfalls sehr beliebt, wegen der mit ihm verbundenen orgiastischen Kulte. Dabei wurde rohes Fleisch verzehrt, um sich den Gott einzuverleiben, und viel Wein wurde rituell getrunken (in Phrygien Sabazios).
- Dionysos wurde die Nymphe oder Mänade Eryope zugeordnet.
- Orpheus galt ebenfalls als Sohn der Bendis und gilt als Mythischer König aus dem Rhodopengebirge Thrakiens. Sein Großvater war Charops, sein Vater Oiagros, der Name eines Flussgottes. Nach anderer Überlieferung war der Berg Pierus in Südmakedonien Heimat des Orpheus und der Musen.
Orpheus wird von der Wissenschaft als historische Figur gewertet. Er war möglicherweise ein Reformer des Dionysos-Kultes. Sein Mythos verkörperte die Unsterblichkeit der Seele und vereinte starke orientalische Einflüsse mit den thrakischen Wurzeln. Die Griechen schrieben ihm die Erfindung der Musik und des Tanzes zu. Sein Mythos von der Liebe zur Nymphe Eurydike ist mit der Unterwelt, dem Hades, verbunden. Mit seinem Gesang und dem Lyra-Spiel betört er Götter, Menschen und sogar die Tiere. Nach dem von den Griechen überlieferten Mythos warfen die Mänaden den Kopf des Orpheus in den Hebrus, der dann, immer noch singend, zur Insel Lesbos getrieben sein soll. Ovid berichtet, dass Orpheus, stets von einer Schar Nymphen begleitet, von thrakischen Frauen zerfleischt wird.
- Apollon, schon Orpheus soll ihn am Berge Pangaion angebetet haben.
- Kadmilos, Vegetationsgott auf Samothrake.
- Axiersos und Axiersa als Götter der Unterwelt.
- Eurydike, auch Agriope, oder Argiope, Thrakische Baumnymphe.
- Boreas griech. Gott des Nordwinds, wurde bei den Thrakern gleichermaßen verehrt.
- Eioneios Flussgott des Strymon der ursprünglich Eion oder Aioneios hieß. Er galt als Vater des Königs Rhesos.
- Phyllis die Tochter des thrakischen Königs Sithon. Sie gab sich aus Gram über die lange Abwesenheit ihres Geliebten Demophon den Tod und wurde in einen blattlosen Mandelbaum verwandelt, der, von Demophon dann umarmt, Blätter trieb.
- Der thrakische König Polymnestor tötete aus Habgier nach dem Untergang Trojas Polydoros, den reichbeschenkten Sohn Priamos’, und warf seinen Leichnam ins Meer. Hekabe, seine Mutter, fischte ihn heraus, blendete aus Rache Polymnestor und tötet dessen Kinder.
- Auch die Lapithen von Larisa, die den legendären Kampf mit den Kentauren führten, haben vermutlich thrakische Wurzeln. So gilt Butes, der Vater der Hippodameia, als König der Thraker. Die Lapithen gelten als Abkömmlinge des Apollon.
- Itys Sohn des thrakischen Königs Tereus mit der athenischen Königstochter Prokne. Er wird von seiner Mutter aus Rache zerstückelt und seinem Vater zum Mahl vorgesetzt.
- Darzalas wurde von den Bewohnern Odessos verehrt.
- Gebelaizes, auch Salmoxis genannt, wurde von den Geten verehrt.

Zahlreiche Mythen der Griechen um Herakles sind mit den Thrakern verbunden oder ranken sich um die mythischen Könige Kadmos, Lykurgos, Diomedes und Orpheus.
In hellenistischer Zeit wurde noch ein thrakischer Heros als Reiterkrieger verehrt.
Später hatte das Christentum in Thrakien ein leichtes Spiel, da die religiösen Komponenten, Mutter, Sohn, unbefleckte Empfängnis und Abendmahl hier bereits alte Tradition hatten.

## Berühmte Thraker
- Orpheus: Mythische Figur (Orpheus-Kult)
- Eumolpos: Mythische Figur (der „schön Singende“), ein in Eleusis eingewanderter Thraker, Sohn des Poseidon und der Chione, einer Tochter des Boreas, als Sänger, Krieger, Priester der Demeter
- Maron: mythischer Priesterkönig des Apollon. Die thrakische Hafenstadt Maroneia ist schon bei Homer für ihren Wein berühmt. Odysseus erhält dort vom Apollonpriester Maron, Sohn des Euanthes, seinen Wein (Odyssee 9, 40 ff.; 9, 196 ff.)
- Spartacus: Gladiator in Rom und Anführer des Sklavenaufstands von 73 v. Chr.
- Maximinus Thrax: 235–238 Römischer Kaiser
- Justin I.: 518–527 Oströmischer Kaiser bäuerlicher dako-thrakischer Herkunft
- Thrakische Magd: Eine unbekannte schlaue Frau, die in der Thales-Beschreibung des Sokrates vorkommt.
- Sosias war ein thrakischer Sklave, der im Auftrag des athenischen Feldherrn Nikias 1000 Bergwerkssklaven in Laurion befehligte.
- Thukydides hatte verwandtschaftliche Beziehungen nach Thrakien: Der Urgroßvater seiner Mutter, der Fürst Olores, hatte Bergwerke in dem gold- und silberreichen Pangaiongebirge in Thrakien.
- Antisthenes, der Schüler des Sokrates und Vater der kynischen Philosophie, war mütterlicherseits thrakischer Herkunft.
- Elpinike, die Schwester des athenischen Politikers und Staatsmanns Kimon, war eine Tochter der thrakischen Prinzessin Hegesipyle.